# Vytautas Vasilenko
Vytautas Vasilenko (* 22. September 1942 in Kaunas) ist ein litauischer Politiker, ehemaliger Vizebürgermeister von Kaunas.

## Leben
Nach dem Abitur 1961 an der 13. Mittelschule Kaunas absolvierte Vytautas Vasilenko 1978 das Diplomstudium des Bauingenieurwesens am Vilniaus inžinerinis statybos institutas und wurde Bauingenieur. Ab 1967 arbeitete als Meister im Forschungssektor am Kauno politechnikos institutas. Er leitete eine Unterabteilung der „Tauras“-Fussballschule Kaunas. Seit 2008 ist er Mitglied im Stadtrat Kaunas.
Bis  September 2014 war er stellvertretender Bürgermeister der Stadtgemeinde Kaunas, Stellvertreter von Andrius Kupčinskas.
Vasilenko ist Mitglied der Partei Tvarka ir teisingumas. 
Vasilenko ist Funktionär bei Lietuvos regbio federacija und Präsident des Rugby-Clubs „Ąžuolas“ in Kaunas.

## Familie
Bis zum 10. Lebensjahr war er Vytautas Antanas Abromaitis. Nachdem seine Mutter erneut heiratete, wurde er adoptiert. Die Vorfahren seines neuen Vaters waren ukrainischer Herkunft. Deshalb bekam er einen ukrainischen Familiennamen.
Vasilenko ist verheiratet. Mit Frau Galina hat er den Sohn und die Töchter Viktorija Darčanovienė und Julija.